# مارسل آنون
مارسل آنون متولد ۲۲ اکتبر ۱۹۲۹ در تونس و درگذشته در ۲۲ سپتامبر ۲۰۱۲ در کرتی فرانسه، فیلمساز، عکاس و نویسنده فرانسوی است.

## بیوگرافی

### هم‌عصر موج‌نو
آنون عکاس و ژورنالیستی بود که به‌ صورت‌ آماتور فیلم هم می‌ساخت. در دهه‌ی ۱۹۵۰، دروس هنر دراماتیک را زیر نظر آندره وینیو در .C.E.R.T (مرکز مطالعات رادیو تلویزیون) گذراند. سینمای روبر برسون را به شدت می‌ستود (شیفته‌ی فیلم "محکوم به مرگی گریخته‌است" (۱۹۵۶) بود) و همین باعث شد قواعد تکنیکی سینما را کنار بگذارد و زیبایی‌شناسیِ سینماییِ خاصِ خود را سامان دهد. او که هم‌عصر موج نوی سینمای فرانسه بود، در خلال فیلمسازیِ خود پژوهش گسترده و عمیقی درباره‌ی پلان، تدوین، و ناهمزمانی و ناهمخوانیِ تصویر و صدا انجام داد که بر کار کسانی که پس از او به این مسئله پرداختند سبقت می‌جُست. نخستین فیلم بلند او، یک داستان ساده (برنده‌ی جایزه‌ی بزرگ یوروویژن در کَن، ۱۹۵۹)، ژان لوک گدار را چنان مجذوب ساخت که پس از آن از او حمایت مالی کرد. آنون، در همین فیلم اولش، جداییِ صدا و تصویر را به کار می‌گیرد و فیلمی با قدرت عظیم شاعرانه خلق می‌کند. پس از موفقیت یک داستان ساده، به شدت از او خواسته شد که درون سیستمِ معمولِ سینمای فرانسه فیلم بسازد، و او روز هشتم (۱۹۶۰) را با بازی امانوئل ریوا ساخت.
نومید و ناراضی از حاصل کار، فرانسه را ترک گفت و چند سالی در اسپانیا مستقر شد. در آنجا، پیش از یافتنِ سبک و شیوه‌ی کارِ حقیقیِ خودش به واسطه‌ی ساختن اکتبر در مادرید (۱۹۶۴)، چند فیلم مستند به خصوص درباره‌ی گاوبازی و مصائب مسیح ساخت. موضوع اکتبر در مادرید، فیلم در جریانِ ساخته شدن است. آنون به اتفاقات واقعی یا ساختگی می‌پردازد، بازیگران و بازی‌شان را متصور می‌شود، از کاندیداهای مختلف برای بازی فیلم می‌گیرد. این "آماده‌سازی"‌ها در واقع فیلم نهایی و تمام‌شده را، آن طور که به نمایشِ عمومی گذاشته می‌شود، شکل می‌دهند. 
این پرسش از آفرینشگری، که اکتبر در مادرید مستقیما به آن پرداخته، اساس اکثر فیلم‌های بعدیِ آنون است. مناسبات قدرتی که در فرانسه به مواردی که استثنای فرهنگی محسوب می‌شوند اِعمال می‌شود آن قدر باز و رادیکال نیست که ارزش واقعی کار مارسل آنون را بسنجد. فیلم‌های او در دانشگاه‌های آمریکا و در سینماتک‌ها پخش و به بحث گذاشته می‌شوند. در نیویورک، یوناس مکاس مجذوب کار اوست.

## فیلم‌شناسی
- 1955: Gérard de la nuit، ۳۵ mm، سیاه و سفید، ۲۰ دقیقه (فیلمنامه مشترک، کارگردانی)
- ۱۹۵۶: طرح ایسلند، ۱۶ mm، سیاه و سفید، ۱۲ دقیقه، تلویزیون (کارگردانی و عکاسی)
- ۱۹۵۶: مردانی که ریشه خود را از دست داده‌اند، وزن و وزن، ۱۶ mm، ۱۷ دقیقه، تلویزیون (کارگردانی و عکاسی)
- ۱۹۵۷–۱۹۵۸: یک داستان ساده، ۱۶ میلی‌متری، سیاه و سفید، ۷۰ دقیقه‌ای، برنده جایزه بزرگ یورویژن در جشنواره کن ۱۹۵۹ (عکاسی، کارگردانی، فیلمنامه)
- ۱۹۵۹: روز هشتم ۳۵ mm، سیاه و سفید و رنگی، ۸۰ دقیقه (فیلمنامه مشترک، تولید)
- ۱۹۶۰–۱۹۶۴
  - مرگ گاو نر - مسیح در شهر - فریا - گل رز و سد - من هستم - اپرای گائودی - بانوی الچه - راز الچه - سرناد برای موجاکار
  - عملیات H، ۳۵ mm، تختخواب و صبحانه، ۲۰ دقیقه (عکاسی، کارگردانی و فیلمنامه)
  - اکتبر در مادرید، ۳۵ mm، تختخواب و روز، ۷۰ دقیقه، تلویزیون (کارگردانی، عکاسی و فیلمنامه)
- ۱۹۶۶–۱۹۶۷
  - محاکمه معتبر کارل-امانوئل یونگ، ۳۵ mm، تختخواب، ۶۶ دقیقه (تولید، ویرایش)
  - تیزیانا، گزارش ORTF، ۱۶ mm، رنگ، ۱۳ دقیقه
- ۱۹۶۸: تابستان، ۳۵ mm، وزن و وزن، ۶۶ دقیقه (فیلمنامه، عکاسی و کارگردانی)
- ۱۹۶۹: بروژ، ۱۶ mm، رنگ، ۱۲ دقیقه (عکاسی و کارگردانی)
- ۱۹۶۹: زمستان، ۳۵ mm، وزن و وزن و رنگ، ۸۰ دقیقه (سناریوی مشترک، عکاسی و کارگردانی)
- ۱۹۷۰: بهار، ۳۵ mm , b & w و رنگ، ۸۰ دقیقه (سناریوی مشترک، کارگردانی، عکاسی)
- ۱۹۷۱–۱۹۷۲: پاییز، ۱۶ mm، وزن و وزن و رنگ، ۶۵ دقیقه (فیلمنامه، عکاسی و کارگردانی)
- ۱۹۷۳: حقیقت دربارهٔ اشتیاق خیالی یک غریبه، ۳۵ mm، وزن و وزن، ۸۰ دقیقه (فیلمنامه، عکاسی و کارگردانی)
- ۱۹۷۶:
  - تأسیس مجله Changer le cinéma (4 شماره)
  - Le View، ۳۵ mm , b & w و col. ، ۷۵ دقیقه (فیلمنامه، عکاسی و کارگردانی)
  - انتخاب " فیلمهای دیگر»، کن، ۱۹۷۷
  - مدال نقره، فیگویرا دا فوز، ۱۹۷۷
  - باد هرجا که بخواهد می‌وزد، ۱۶ mm، رنگ، ۱۷ دقیقه
- ۱۹۷۸: شب روشن، ۱۶ mm , B&W و رنگ، ۸۰ دقیقه (فیلمنامه و کارگردانی)
- ۱۹۷۹:
  - زمان به اهرام بلند، ۱۶ mm، رنگ، ۱۵ دقیقه پایان می‌دهد. (فیلمنامه و کارگردانی)
  - قدامی آینده، ۱۶ mm، وزن و وزن و رنگ، ۱۵ دقیقه (فیلمنامه و کارگردانی)
- ۱۹۸۱
  - درخت ناله، ۳۵ mm، رنگ، ۱۲ دقیقه (فیلمنامه، کارگردانی و عکاسی)
  - یک فیلم، ۱۹۸۱–۱۹۸۳، ۱۶ mm، سیاه و سفید و رنگ، ۹۵ دقیقه (فیلمنامه و کارگردانی)
- ۱۹۸۲: مجسمه‌های دیوید رابینوویچ، مطالعه فیلمبرداری توسط مارسل آنون (ناتمام)
- ۱۹۸۳
  - ژست سفالگر (پروژه مشترک با جوزف موردر) , Super 8، ۱۹۸۰–۸۳
  - تعداد کمی از مردان، برخی از زنان، ۱۹۸۰–۸۳، Super 8، رنگی، ۸۰ دقیقه
- 1984: The Low Sun , Super ۸ (فیلم گمشده)
- ۱۹۸۷: قصابی خوب، ۱۶ mm، رنگ، ۱۳ دقیقه (فیلمنامه و کارگردانی)
- مارسل آنون. فصل‌ها، مجموعه جعبه 4 DVD + کتاب با مقاله‌های امضا شده: ژان لوئیس بوری، دومینیک نوگز، امریک دو لاستنس، آندره کورناند و آبراهام سگال، پائولا ریما ملیس، Re: Voir، ۲۰۱۶